# Derocalymma abyssinica
Derocalymma abyssinica är en kackerlacksart som beskrevs av Henri Saussure och Leo Zehntner 1895. Derocalymma abyssinica ingår i släktet Derocalymma och familjen jättekackerlackor.
Artens utbredningsområde är Etiopien. Inga underarter finns listade i Catalogue of Life.